# يوعاز هيندل
يوعاز هيندل Yoaz Hendel (بالعبرية: יוּעַז הֶנְדֶּל‏) (من مواليد 22 مايو 1975) هو سياسي إسرائيلي وصحفي ومؤلف وإعلامي.
شغل هيندل منصب وزير الاتصالات الإسرائيلي، وكان عضوا في مجلس الوزراء الأمني الإسرائيلي واللجنة الوزارية للتشريع، وعضوا في الكنيست ورئيسًا لحزبه (حزب طريق الأرض).
واعتزل الحياة السياسية في يناير 2023.
تم انتخابه في الأصل كعضو في تحالف أزرق أبيض في عام 2019،  قبل أن يغادر ليشكل حزب طريق الأرض ويتولى منصب رئيسه في مارس 2020. وهو مؤرخ عسكري، عمل سابقًا كصحفي، وكان رئيسًا لمعهد الاستراتيجيات الصهيونية (IZS)، وقام بتدريس دورات أكاديمية في جامعة بار إيلان. وبين عامي 2011 و2012 شغل منصب مدير الاتصالات والدبلوماسية العامة لرئيس الوزراء بنيامين نتنياهو. تولى منصب وزير الاتصالات من مايو 2020 إلى ديسمبر 2020 ومن يونيو 2021 إلى نهاية 2022. حصل هيندل على درجة الدكتوراه في التاريخ.